# Державин, Отто Михайлович
Отто Михайлович Державин (род. 25 июля 1937 года) — доктор технических наук, заслуженный профессор МЭИ, зав. кафедрой управления и информатики МЭИ (1992—2001), Заслуженный работник высшей школы РФ.

## Биография
Отто Михайлович Державин родился 25 июля 1937 года. В 1960 году окончил Московский энергетический институт (МЭИ). Продолжил образование в аспирантуре. В 1965 году защитил кандидатскую диссертацию, в 1989 году — докторскую диссертацию. Доктор технических наук, в 1990 году ему было присвоено ученое звание профессора.
Вся трудовая биография ученого связана с энергетическим институтом. В МЭИ, Отто Михайлович прошел трудовой путь от инженера до профессора.
В начале 60-х годов в Московском энергетическом институте было организовано первое Студенческое конструкторское бюро (СКБ МЭИ). Державин Отто Михайлович с преподавателями кафедры автоматики и телемеханики руководили его работой. Державин О. М. был начальником отдела систем управления, принимал участие в разработке и внедрении системы управления энергетической систем спутниковой связи.
Около десяти лет (1992—2001) Державин О. М. был заведующим кафедрой управления и информатики МЭИ.
С 1973 года ученый около сорока лет был научным руководителем управления аспирантуры и докторантуры МЭИ. Под его научным руководством в институте было подготовлено девять кандидатов наук (Тушин А. С. и др.).
Область научных интересов: декомпозиция моделей, управление в сложных динамических системах, разработка учебно-исследовательских лабораторных комплексов с использованием программных средств.
В настоящее время Державин О. М. входит в состав диссертационного совета МЭИ, является заслуженным профессором МЭИ, заслуженным работником высшей школы РФ.

## Награды и звания
- Орден «Знак Почёта».
- Заслуженный работник высшей школы РФ.

## Труды
- Державин О. М. О решении задачи понижения по Тихонову порядка модели нелинейной динамической системы на основе её линейного приближения / О. М. Державин, Е. Ю. Сидорова // Вестник МЭИ. 2007. № 2. С. 141—147.
- Державин О. М. О понижении порядка по первому приближению сингулярно возмущенной модели нелинейной динамической системы с несколькими малыми параметрами / О. М. Державин, Е. Ю. Сидорова // Труды международной научно-технической конференции «Информационные средства и технологии». 2008. Т. 3. С. 97-99.
- Державин О. М. Исследование неавтономной сингулярно возмущенной динамической модели нелинейной системы на основе уравнений первого приближения / О. М. Державин, Е. Ю. Сидорова // Мехатроника, автоматизация, управление. 2010. № 10. С. 22-27.